# Károly Jenő
Károly Jenő, (Budapest, 1886. január 15. – Torino, 1926. július 28.) válogatott labdarúgó, edző. Az MTK és a BAK középfedezete.

## Pályafutása

### Játékosként
17 évesen már az első osztályban, az MTK csapatában játszott. és a válogatottban is bemutatkozott: Az MTK-ból elsőként. Először jobböszekötőt játszott, de igazi helyét a középfedezet posztján találta meg. Klubjával kétszer bajnoki címet (1904, 1907-08), kétszer gólkirályi címet (1903 15 gól, 1905 13 gól) szerzett. Az 1909-10-es bajnokságban az év labdarúgójának választották. A Bíró Gyula-Károly Jenő-Vágó Antal összetételű fedezetsor tagja volt, amely az első igazi magyar fedezetsor volt.
1910 és 1919 között a BAK csapatában játszott. Itt az 1911-12-es idényben elért harmadik hely volt a legjobb eredménye.

### A válogatottban
1903 és 1918 között 25 alkalommal szerepelt a válogatottban és 10 gólt szerzett. Tagja volt az 1912-es nyári olimpián részt vevő csapatnak.

### Edzőként
1920 és 1926 között Olaszországban dolgozott edzőként és itt halt meg 40 évesen. A Juventus edzőjeként a bajnokság döntőjének mindent eldöntő harmadik mérkőzése közben érte a szívroham. Csapata bajnok lett, de ezt már nem érte meg. Olaszországban temették el.

## Sikerei, díjai

### Játékosként
- Magyar bajnokság:
  - bajnok: 1904, 1907-08
  - 2.: 1909-10
  - 3.: 1903, 1905, 1906-07, 11-12 (BAK)
  - gólkirály: 1903 (15 gól), 1905 (13 gól)
- Magyar kupa
  - győztes: 1910
- Az év labdarúgója: 1909-10

### Edzőként
- Olasz bajnokság
  - bajnok: 1925-26[1]

## Statisztika

### Mérkőzései a válogatottban
| Magyarország | Magyarország      | Magyarország                      | Magyarország   | Magyarország | Magyarország  | Magyarország         | Magyarország | Magyarország           |
| #            | Dátum             | Helyszín                          | Hazai          | Eredmény     | Vendég        | Kiírás               | Gólok        | Esemény                |
| ------------ | ----------------- | --------------------------------- | -------------- | ------------ | ------------- | -------------------- | ------------ | ---------------------- |
| 1.           | 1903. április 5.  | Budapest, Millenáris-pálya        | Magyarország   | 2 – 1        | Csehország    | barátságos           | -            |                        |
| 2.           | 1903. október 11. | Bécs, WAC-pálya                   | Ausztria       | 4 – 2        | Magyarország  | barátságos           | -            |                        |
| 3.           | 1904. október 9.  | Bécs, Cricketer-pálya             | Ausztria       | 5 – 4        | Magyarország  | barátságos           | 1            | 4'                     |
| 4.           | 1906. április 1.  | Budapest, Millenáris-pálya        | Magyarország   | 1 – 1        | Csehország    | barátságos           | 1            | 80'                    |
| 5.           | 1906. október 7.  | Prága, Slavia-stadion             | Csehország     | 4 – 4        | Magyarország  | barátságos           | 1            | 59'                    |
| 6.           | 1906. november 4. | Budapest, Millenáris-pálya        | Magyarország   | 3 – 1        | Ausztria      | barátságos           | 1            | 64'                    |
| 7.           | 1907. május 5.    | Bécs, Rapid-pálya                 | Ausztria       | 3 – 1        | Magyarország  | barátságos           | 1            | 87'                    |
| 8.           | 1907. november 3. | Budapest, Millenáris-pálya        | Magyarország   | 4 – 1        | Ausztria      | barátságos           | 1            | 46' (11-esből)         |
| 9.           | 1908. április 5.  | Budapest, Millenáris-pálya        | Magyarország   | 5 – 2        | Csehország    | barátságos           | 3            | 75' 86' (11-esből) 87' |
| 10.          | 1909. május 29.   | Budapest, Millenáris-pálya        | Magyarország   | 2 – 4        | Anglia        | barátságos           | -            |                        |
| 11.          | 1909. május 31.   | Budapest, Millenáris-pálya        | Magyarország   | 2 – 8        | Anglia        | barátságos           | -            |                        |
| 12.          | 1909. november 7. | Budapest, Millenáris-pálya        | Magyarország   | 2 – 2        | Ausztria      | barátságos           | -            |                        |
| 13.          | 1910. május 1.    | Bécs, Hohe Warte                  | Ausztria       | 2 – 1        | Magyarország  | barátságos           | -            |                        |
| 14.          | 1910. május 26.   | Budapest, Millenáris-pálya        | Magyarország   | 6 – 1        | Olaszország   | barátságos           | 1            | 74'                    |
| 15.          | 1910. november 6. | Budapest, Millenáris-pálya        | Magyarország   | 3 – 0        | Ausztria      | barátságos           | -            |                        |
| 16.          | 1911. január 1.   | Párizs, Stade du CAP              | Franciaország  | 0 – 3        | Magyarország  | barátságos           | -            |                        |
| 17.          | 1911. január 6.   | Milánó, Stadio Civico Arena       | Olaszország    | 0 – 1        | Magyarország  | barátságos           | -            |                        |
| 18.          | 1911. január 8.   | Zürich                            | Svájc          | 2 – 0        | Magyarország  | barátságos           | -            |                        |
| 19.          | 1911. május 7.    | Bécs, Hohe Warte                  | Ausztria       | 3 – 1        | Magyarország  | barátságos           | -            |                        |
| 20.          | 1912. május 5.    | Bécs, Hohe Warte                  | Ausztria       | 1 – 1        | Magyarország  | Wagner-serleg        | -            |                        |
| 21.          | 1912. június 20.  | Göteborg, Valhalla                | Svédország     | 2 – 2        | Magyarország  | barátságos           | -            |                        |
| 22.          | 1912. június 30.  | Stockholm, Olimpiai Stadion (SWE) | Nagy-Britannia | 7 – 0        | Magyarország  | olimpiai negyeddöntő | -            |                        |
| 23.          | 1914. május 31.   | Budapest, Üllői úti pálya         | Magyarország   | 5 – 1        | Franciaország | barátságos           | -            |                        |
| 24.          | 1914. június 19.  | Stockholm, Råsunda                | Svédország     | 1 – 5        | Magyarország  | barátságos           | -            |                        |
| 25.          | 1918. október 6.  | Bécs, WAC-Platz                   | Ausztria       | 0 – 3        | Magyarország  | barátságos           | -            |                        |
|              | Összesen          |                                   |                | 25           | mérkőzés      |                      | 10           | gól                    |